# Glenrothes (whisky)
The Glenrothes – destylarnia single malt whisky, znajdująca się w miejscowości Rothes w Szkocji, w rejonie Speyside. Trunek z tej destylarnii używany jest do wyrobu whisky mieszanej, m.in. Cutty Sark i The Famous Grouse. Destylarnia należy do Edrington Group.

## Historia
Destylarnię wybudowała w 1878 spółka James Stuart & Co, ta sama, która stawiała pobliską gorzelnię Macallan. Pierwsza whisky popłynęła 28 grudnia 1879.
W 1922 pożar doszczętnie strawił magazyn numer 1, zniszczeniu uległo 900 tysięcy litrów whisky (ok. 2,5 tysiąca beczek). W 1982 zakład rozbudowano, dodano m.in. nowe alembiki.

## Produkcja i butelkowanie
Whisky The Glenrothes leżakuje głównie w beczkach po hiszpańskiej sherry, rzadziej po burbonie. Wśród innych whisky dostępnych na rynku The Glenrothes wyróżnia się tym, że począwszy od 1994 butelki nie są sprzedawane i oznaczane według lat leżakowania, tylko według rocznika - vintage. Dostępne są również "Select Reserve" i specjalne wersje - "Single Cask", czyli whisky rozlewane z pojedynczej beczki, z jednego rocznika. Dotychczas wydano: 1966 Cask 1438, 1966 Cask 1427, 1967 Cask 6994 i 1967 Cask 6998. W drugiej połowie lat 80. XX wieku zmieszano niektóre z beczek z rocznika 1974 i pozostawiono do dalszego leżakowania. Z beczek tych wyprodukowano następnie 30-year-old Glenrothes. Wyprodukowano tylko 1134 butelek.